# Malgorzata Paszko
Malgorzata Paszko, née en 1956 à Varsovie, en Pologne est une graveuse et peintre franco-polonaise qui vit et travaille en Normandie.

## Biographie
Malgorzata Paszko fait ses études de peinture à l'Académie des beaux arts de Varsovie, à l'atelier de Jacek Sienicki, puis à l'École nationale supérieure des beaux-arts de Paris, chez Jean Bertholle. Elle a été pensionnaire de la Villa Médicis en 1986-1987.
Graveur, elle est lauréate du Prix Lacourière en 1989.
Elle expose depuis 1978, d'abord des grands dessins faits avec des matériaux pauvres : papier d'emballage, charbon, craie (galerie Le Dessin à Paris). Elle peint plus tard sur des toiles non préparées, avec de la peinture très diluée, traversant la toile.
Malgorzata Paszko travaille souvent à partir d'un sujet : paysage, reflets, nocturne,.
Elle collabore avec plusieurs galeries : Koralewski (Paris), Fred Lanzenberg (Bruxelles), Alice Mogabgab (Beyrouth) et Pro Arte (Fribourg).

## Collections publiques
- Fonds national d'art contemporain, Paris
- Musée Picasso, Antibes
- Association française d'action artistique, Paris
- Fondation de France, Paris
- Bibliothèque nationale de France, Paris
- FRAC de Basse-Normandie
- Collection BNP, Paris
- Université de Toruń, Pologne
- Galerie Nationale, Sarajevo
- Ville de Dudelange, Luxembourg

## Prix
- 1978 : Prix de la Fondation de France[9]
- 1981 : Salon de Montrouge, France[10]
- 1986 : Bourse d'un an à la Villa Médicis, Rome[10]
- 1989 : Prix Lacourrière (gravures), Paris[10]
- 1992 : Prix Martini (peintures), Paris[9]
- 1999 : Prix International Michelin, Paris[9]

### Catalogues
- Galerie Claire Burrus, Paris, 1987
- Villa Médicis, éditioni Carte Segrete, Rome, 1987
- Galerie Pierre Nouvion, "La tentation de Saint Antoine", 1, Monaco, 1994
- "La tentation de Saint Antoine", 2, Paris, 1994
- "Intérieurs", Bruxelles, 1995
- "Formes et figures", Beyrouth, 2002
- "Lumières et reflets", Beyrouth, 2005
- , "Lumières et reflets", Bruxelles, 2006
- , "Chemins, reflets, arbres", Beyrouth, 2009

### Livres, articles, vidéo
- Wieslawa Wierzchowska, "Autoportrety", Agencja Wydawnicza Interster, édition polonaise, Varsovie, 1991
- Mémoires et Colette Bertot, La Lettre mensuelle, "Malgorzata Paszko - Reflets dans l'eau", mai 2006
- Expressions, 2008
- Philippe Lacoue-Labarthe, "Écrits sur l'art", Sur Malgorzata Paszko, chapitres 6 et 13, collection Mamco, Les presses du réel, Genève, 2009
- Le Soir, Gillemon Daniele, "Malgorzata Paszko, histoires d'eau, effets de nuit", page 54, 15 septembre 2010